# Vittorio De Sica
Vittorio De Sica (Sora, 1901. július 7. – Párizs, 1974. november 13.) ötszörös David di Donatello-díjas olasz filmszínész, filmrendező és forgatókönyvíró.
A művészi pályát színészként kezdte, s noha ezen a téren is a legjelesebbek közé küzdötte fel magát, a filmtörténetben főleg rendezései miatt tartják számon. Különösen a neorealizmus jegyében készült munkái emlékezetesek. Egyenrangú alkotótársa volt Cesare Zavattini forgatókönyvíró.

## Pályafutása

### A kezdetek
Vittorio a Rómától mintegy 100 kilométerre, délkeletre fekvő Sorában látta meg a napvilágot. Édesapja Umberto De Sica, akinek jóval később A sorompók lezárulnak (eredeti címén: Umberto D.) című alkotásában állított emléket. Édesanyja Teresa Manfredi. Vittoriónak két lánytestvére is volt, Maria és Elena. A család nehéz körülmények között élt, gyakran voltak kénytelenek költözni. Nápoly, Firenze és Róma csodás városok, ám a De Sica család csak a szegénynegyedüket ismerhette meg alaposabban. Az apa biztosítási ügyekkel foglalkozott, s remélte, hogy fia is ezt a pályát választja majd. Vittorio éppen ezért közgazdasági technikumba járt. Az első világháború idején a sebesült katonákat szórakoztatta a kórházakban, nápolyi dalok éneklésével. Motivációja nem a szereplési vágy volt, hanem az a szerény jövedelem, amelyhez ezáltal jutott. A családja boldogulását szem előtt tartó Umberto papa figyelmét persze nem kerülte el Vittorio rátermettsége a kórházi fellépések során. Ismerte Edoardo Bencivenga rendezőt, és rávette, bízzon kisebb szerepet Vittorióra A Clemenceau-ügy (1918) című filmben. A filmezés nem hagyott különösebben mély nyomokat az ifjúban, aki folytatta a könyvelői szakma elsajátítását. Tanulmányait katonai szolgálata szakította félbe. A véletlen úgy hozta, hogy ugyanabba a zászlóaljba került, mint Savoyai Umberto herceg. Felettesei megbízták De Sicát, hogy szervezzen előadást az ő tiszteletére. Az Isten veled, ifjúság című darab jóvoltából az ifjú Vittorio újabb szakmát próbálhatott ki, a rendezést. Noha ez se igazán hozta még lázba akkor, az élmények megmaradtak, hogy majd kellő időben a felszínre kerüljenek.
A háború után, 1923-ban Vittorio egy barátja révén Tatjana Pavlova – a világhírű balerina, Anna Pavlova húga – társulatához került. Édesapja csendes beletörődéssel vette tudomásul, hogy fia nem könyvelő lesz. Noha De Sica inkább csak kisebb szerepeket játszott, a közönség mégis felfigyelt rá. Pavlova asszonynak kulcsszerepe volt abban, hogy Vittorio egy esztendő alatt nemcsak színpadi rutint, színészi tapasztalatokat szerzett, hanem immár teljesen el is kötelezte magát ennek a hivatásnak. Pavlova vándortársulata után az Almirante–Rissone-társulat tagja lett, ahol gyorsan haladt előre a szakmai szamárlétrán, s már hősszerelmes szerepeket is kapott. Maga a művész sem tagadta, hogy ebben a gyors előremenetelben szerepe volt az igazgató lányához, Giuditta Rissonéhez fűződő kapcsolatának is. (Ennek ellenére De Sica csak 1937-ben vette feleségül őt.) A társulat mindazonáltal válságba került, s noha Giuditta, Vittorio és kollégájuk, Umberto Melnati átvették az irányítást, eleinte mégsem sikerült a nehézségeken felülkerekedniük. A kiutat Mario Mattioli jogász – későbbi filmrendező – jelentette, aki külföldi tapasztalatai alapján zenés revükabarét szervezett a három művésszel: a Za Boum nevű minitársulat országos népszerűségre tett szert. De Sica élvezte ugyan a sikert, művészi becsvágyait azonban nem elégítette ki a könnyű műfaj, s visszatért a komolyabb színdarabokhoz. Akkor már megtehette, hiszen a revütársulat sikerei nyomán a filmesek is felfigyeltek rá.

### A fiatal filmsztár
De Sica még az Almirante-társulat tagjaként állt a kamerák elé, Mario Almirante rendezésében. A bolondok kompániája (1928) főszerepét annak ellenére megkapta, hogy a producer kifejezetten tiltakozott szerepeltetése ellen, mondván, hogy túl nagy az orra. 1932-ben két fontos filmszerepet is kapott, miután számos egykori némafilmsztárral ellentétben, neki mind a hangja, mind a játékstílusa megfelelt a hangosfilm támasztotta igényeknek. A Két boldog szív igazi közönségfilm volt, egy vígjáték, amely filmsztárrá válásához járult hozzá. Mario Camerini Az emberek milyen gazemberek! című munkája viszont művészi eszköztárát komolyabban igénybe vevő szereplehetőséget kínált számára, olyan feladatot, amely már a későbbi De Sicát előlegezte meg.
Eleinte ez a kétarcúság jellemezte színészi pályáját. Egyrészt egymás után játszotta a behízelgő modorú, szépen éneklő (lemezei is megjelentek!) hősszerelmeseket különféle vígjátékokban, másrészt igényesebb, a fasiszta cenzúra korlátaihoz képest haladó szelleműnek mondható alkotásokban is közreműködött. Főleg Mario Mattoli, Amleto Palmeri és Mario Camerini munkáiban szerepelt. Mattoli és Palmeri leginkább vígjátékokat forgattak Vittorióval. E filmek népszerűségének az volt az egyik titka, hogy a színész lényegében hétköznapi átlagembereket formált meg bennük, s alakításait személyes élettapasztalatai hitelesítették. Palmeri 1940-es filmje, A bűnös nő azonban már a neorealizmust előlegezte meg, s ebben De Sica egy nagyszájú szoknyavadászt játszik.
Különösen figyelemre méltó Mario Camerini alkotása, az Egymilliót adok (1935). A filmben Vittorio egy életunt milliomost alakít, aki öngyilkosságra készül, de egy szegény férfi megmenti. A milliomos ekkor elhatározza, hogy egymilliót ad annak, aki egy igazi jó cselekedetet hajt végre. Sok csalódás éri, míg végül talál egy önzetlen embert, egy fiatal lányt. A film két fontos találkozásra teremtett lehetőséget számára. De Sica ekkor játszott együtt először Assia Noris színésznővel, aki gyakori partnere lett. Még fontosabb azonban, hogy ekkor ismerkedett meg Cesare Zavattini forgatókönyvíróval. Beszélgetéseik során kiderült, hogy sok mindenben azonosak a nézeteik. Például abban, hogy igazi filmeket nem műteremben, hanem az utcán kell forgatni, az egyszerű emberek között, mert ott zajlik az igazi élet.
1935 és 1940 között De Sica fáradhatatlanul dolgozott mint színész. 1939-ben azonban fordulat történt a pályáján. Elvállalta Des Grieux lovag szerepét a Örök szerelem (Manon Lescaut) Carmine Gallone rendezte filmváltozatában. A jeles rendező ellenére a produkció csúfosan megbukott. De Sica véleménye az volt, hogy a bukásért elsősorban Gallone a felelős, aki félreértelmezte a művet, s neki is hibás instrukciókat adott. Egyre többet gondolt arra, hogy ilyesmi nem történhetne meg, ha ő rendezné a filmjeit. Sőt, akkor jobb szerepeket adhatna magának, mint amilyeneket akkoriban kapott.

### Az érett filmsztár
- 1950: Holnap már túl késő (Domani è troppo tardi), Landi professzor szerepében. A film a fiatalok szexuális felvilágosításáról (illetve annak hiányáról) szól. Érdekessége, hogy Magyarországon kezdetben korhatár nélkül vetítették, majd 16 éves korhatárral, végül a korhatárt 18-ra emelték.

### A rendezői pályán

#### Az első önálló filmek
Nekünk, magyaroknak különösen érdekesek De Sica első filmrendezései, hiszen mindegyiknek van magyar vonatkozása. A Skarlátszínű rózsák (1940) operatőre Keményffy Tamás, a Magdát kicsapják (1940) és a Péntek Rézi (1941) pedig lényegében két sikeres magyar film remake-je. A legelső film, melynek Giuseppe Amato személyében még társrendezője is volt, kifejezetten kereskedelmi céllal készült, hogy De Sica rendezőként is elnyerje a producerek bizalmát. A két remake ugyancsak a könnyedebb műfajt képviseli, s mindkettőben kitűnő színésznők játszották a főszerepeket: az elsőben Carla Del Poggio, a másodikban Anna Magnani. Az Egy garibaldista a kolostorban (1942) romantikus alkotás, a risorgimento idején játszódik. Kicsit Luchino Visconti későbbi remekét, az Érzelem (1954) című filmet előlegezi meg. Nemcsak az azonos történelmi kor, hanem a lélekábrázolás iránti igény miatt is. Figyelemre méltó De Sica alkotásának tragikus befejezése, amely éles ellentétben állt a korabeli filmekre szinte kötelezően jellemző „happy end”-del. Magánéleti szempontból különösen jelentős ez a film, hiszen a női főszerepet De Sica nagy szerelme, Maria Mercader alakította.

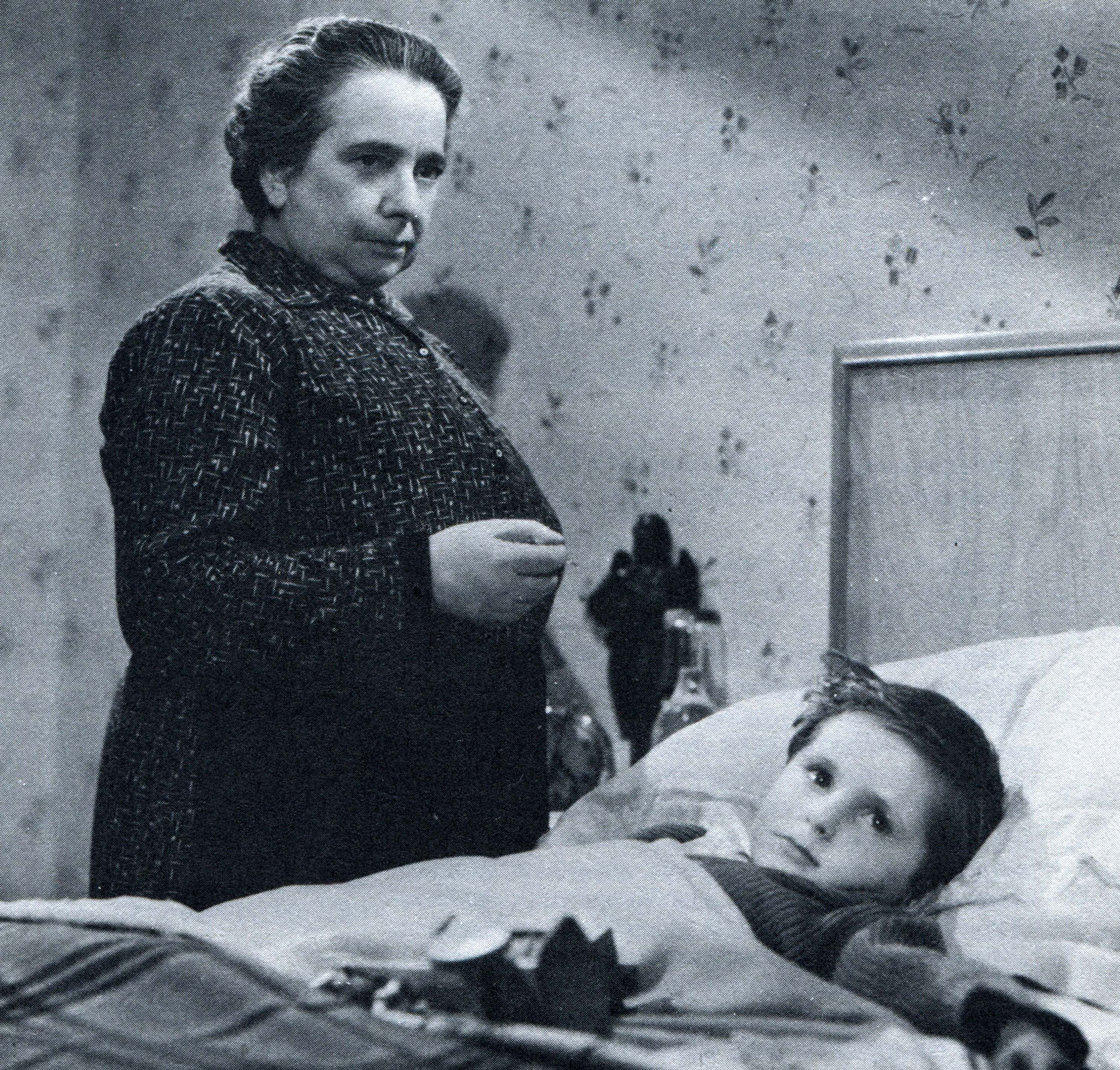
A gyermekek figyelnek bennünket

1944-ben született meg a művész első, valóban maradandó értékű alkotása, A gyermekek figyelnek bennünket. A cselekmény lényegében egy tragikus szerelmi háromszög, akárcsak Visconti stílusteremtő remekében, a Megszállottságban. De Sica azonban jeles kollégájához hasonlóan a környezetrajzra, az emberi kapcsolatok bemutatására helyezte a hangsúlyt, illetve a szituációt akkoriban még újnak számító ötlettel,. egy gyerek szemszögéből ábrázolta. A valóságot hitelesen és drámai erővel közvetítő film után kicsit meglepő, hogy a fasiszta hivatalnokok vezető pozíciót ajánlottak fel De Sica számára az olasz filmügyek intézésében – állítólag még maga Joseph Goebbels is megkörnyékezte –, de a művész elutasított minden együttműködést az olasz fasisztákkal éppúgy, mint a német megszállókkal. Szerencsére egy „semleges” felkérést is kapott a Katolikus Filmközponttól. Az ég kapuja eredeti célja a lourdes-i zarándoklat megörökítése volt, ám a megrendelő szerint nem lett elég hithű. De Sica sem tudta teljesen uralni a forgatást a nagyszámú statisztéria miatt. A felszabadulást követő hónapokban inkább színészként dolgozott. Játszott például Marcello Pagliero Róma, szabad város (1946) című alkotásában is, de közben már egy újabb rendezésen gondolkodott. Mindehhez a római utcagyerekekről való megfigyelései adták az ötletet. A forgatókönyv megírásába Cesare Zavattinin kívül másokat is bevont, ám a Fiúk a rács mögött (1946) megvalósítására eleinte nem talált vállalkozót. Végül a római filmfőiskola gyártási szakembere révén sikerült bankhitelt szerezni, hogy elkezdődhessen a forgatás.

#### Neorealista filmek

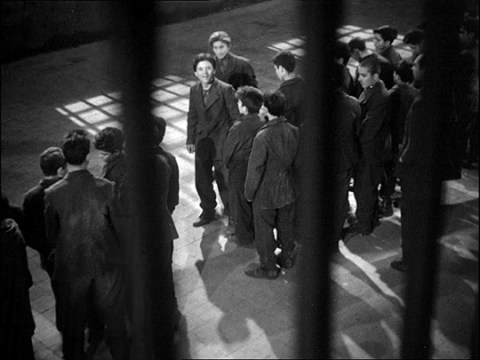
Fiúk a rács mögött

A Fiúk a rács mögött eredeti címe – Sciuscià – tulajdonképpen az angol „Shoe Shine” (cipőpucoló) szó olaszos kiejtéséből származik. A film két ifjú főhőse amerikai katonák bakancsának tisztításával szerzi meg a mindennapi betevőt. Álmuk, hogy félretett pénzükből egy lovat vegyenek, valóra válik, ám zavaros ügyletbe keverednek, s a fiatalkorúak börtönében kötnek ki. A rácsok mögötti világ tönkre teszi barátságukat, s végül bekövetkezik a tragédia. De Sica alkotása vádirat a háború és az érzéketlen társadalom ellen, amely magára hagyja, lelkileg megnyomorítja, és romlásba dönti a jobb sorsra érdemes gyerekeket. A két kitűnő gyermekszereplő közül Franco Interlenghi később az olasz filmipar megbecsült művészévé nőtte ki magát. A Fiúk a rács mögött Olaszországban megbukott, külföldön viszont nagy érdeklődést keltett, sőt később tiszteletbeli Oscar-díjat kapott. De Sica számára azonban a külföldi elismerés sem könnyítette meg, hogy újabb filmterveihez támogatókat találjon.

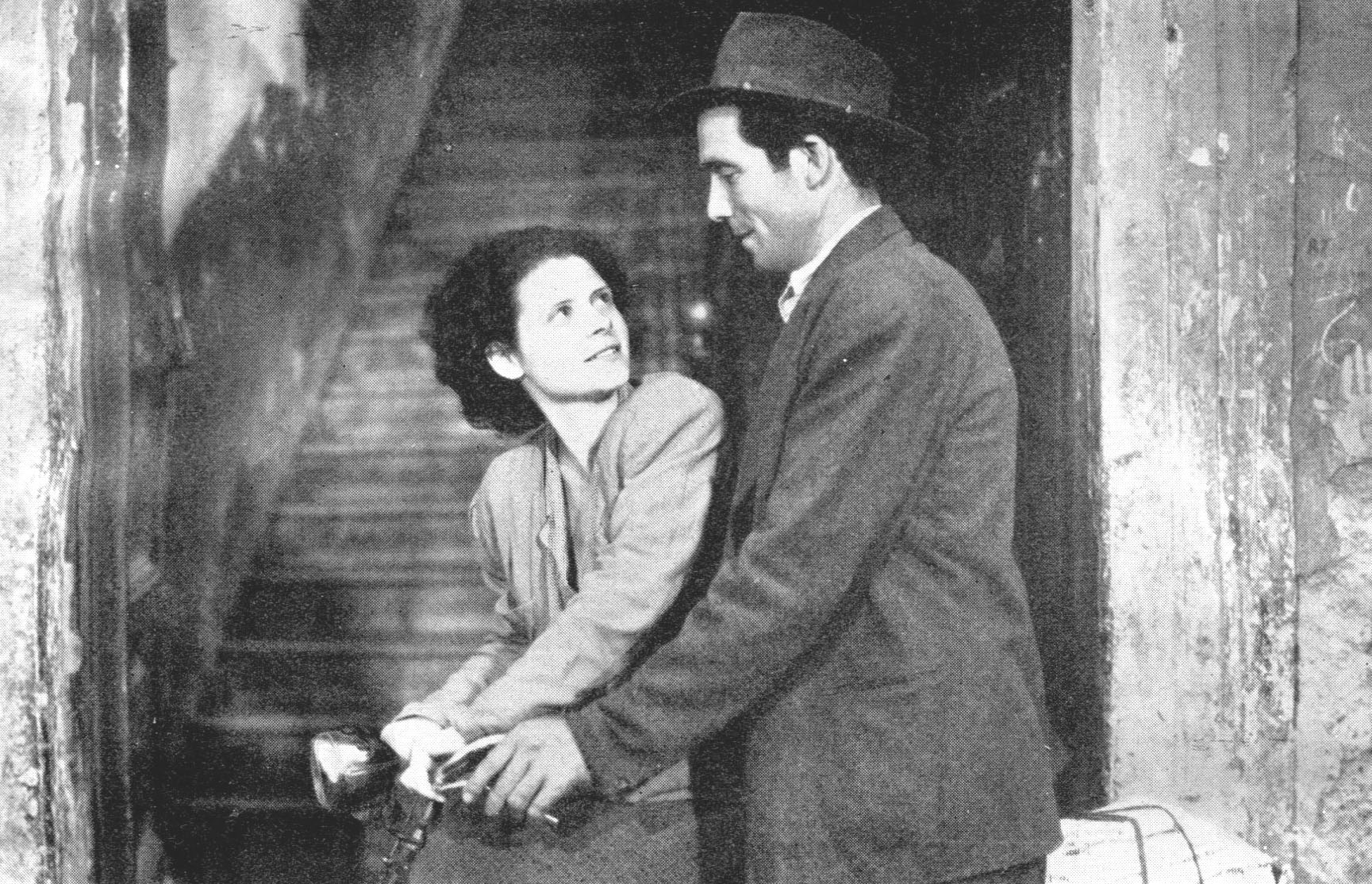
Biciklitolvajok

A következő film, a Biciklitolvajok Luigi Bartolini regényének ötletéből készült, ám De Sica és alkotótársai – főleg Zavattini – annyira átdolgozták a művet, hogy a filmváltozat főcímén már nem is szerepel az eredeti szerző neve. A pénzügyi fedezet előteremtése meglehetősen nehezen ment, mert még a külföldi producerek sem lelkesedtek a témáért, vagy pedig teljesíthetetlen feltételekkel álltak elő. De Sica elutasította azokat a javaslatokat, hogy a munkanélküli főhős szerepére sztárt szerződtessen (az egyik jelölt Cary Grant volt!). Választása Lamberto Maggiorani személyében egy torinói munkásra esett, fia szerepére pedig egy hontalanok számára létesített táborból választotta Enzo Staiolát. A két amatőr szereplő természetes játéka, gesztusaik, különösen sokatmondó tekintetváltásaik nagymértékben hozzájárultak ahhoz, hogy a film a neorealizmus egyik remekévé vált, amelyet 1958-ban beválasztottak a világ legjobb filmjeit összegyűjtő, ún. Brüsszeli tizenkettőbe. A megrázó történet a munkanélküliség drámáját mutatja be: a főhős álláshoz juthat, amennyiben van biciklije. Felesége utolsó értéküket, az ágyneműt adja el, ám a megvásárolt kerékpárt ellopják. A férfi és a fia megpróbálnak a tolvaj nyomára bukkanni, már-már sikerrel is járnak, de a kritikus pillanatban a tömeg ellenük fordul. A kétségbeesett apa végül maga is lopni akar egy kerékpárt… Olaszországban ez a film is heves támadások célpontja lett. Voltak olyan vélemények, melyek szerint De Sica szándékosan mutatja sötétebbnek a valóságot a tényleges állapotnál, s tulajdonképpen merényletet követ el az olasz nép méltósága ellen. A rendező azt nyilatkozta, hogy nem különleges történetet, hanem egy olyan esetet akart elmesélni, amely bármelyik szegény emberrel megeshet, s célja az volt, hogy a mindennapi helyzetekben bemutassa a drámaiságot.

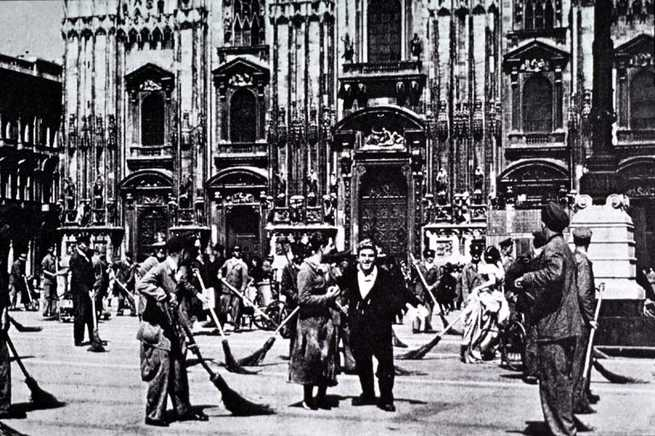
Csoda Milánóban

A Csoda Milánóban (1951) a De Sica–Zavattini-alkotópáros egyik legszebb és legvitatottabb filmje. Tulajdonképpen egy tündérmeséről van szó. Az előző film komor valóságábrázolásának éles kritikája után e mű bírálói most viszont éppen azt rótták fel az alkotóknak, hogy elsiklanak a valóság problémái fölött, s a misztikába menekülnek. Az opusz hívei azonban pont azt hangsúlyozták, hogy a tündérmese mögött a legkomorabb valóság rejlik, a nyomor, a nélkülözés, az éhezés világa. A rendező így beszélt a filmről: „…mondanivalója szerintem a jóság diadala. Bárcsak megtanulnák az emberek, hogy jók legyenek egymáshoz! Ez filmem minden politikai tartalma.” Annak ellenére, hogy az előző két film drámai hangvételével szemben a Csoda Milánóban stílusa szinte humorosnak mondható, De Sica világképe valójában keserű: a Totò megformálta szereplő által teremtett álomvilág azt szimbolizálja, hogy a valóság problémái a rendező szerint a realitás szintjén megoldhatatlanok.
Már a Biciklitolvajok idején felmerült egy olyan film ötlete, amely csupán arról szólna, hogy egy ember éli a mindennapi, egyszerű életét, mindez azonban felmagasztosulva bátorító példává válna. Az elképzelés A sorompók lezárulnak (1952) című alkotással valósult meg, amely egyrészt tiszteletadás a művész édesapja előtt, másrészt a neorealizmus eszméinek tökéletes összegzése, az irányzat utolsó, igazán nagy remeklése. A főszerepre Carlo Battisti, firenzei egyetemi tanár személyében De Sica újfent egy amatőrt választott, aki tökéletesen azonosult a szereppel. A forgatókönyv ezúttal kizárólag Cesare Zavattini és De Sica közös munkája volt, társszerzők bevonása nélkül. A hétköznapokról, a magányról szóló költői szépségű film a korábbiakhoz hasonlóan támadásokban részesült odahaza, nagy tetszéssel fogadták viszont külföldön. Az olasz bírálók közül az akkor még államtitkár Giulio Andreotti például az optimizmust hiányolta a műből, a külföldi rajongók közül viszont a legendás Charlie Chaplin „nagyon nagy film”-ként értékelte De Sica munkáját, amelyet egy magánvetítésen látott.

#### Átmeneti alkotások

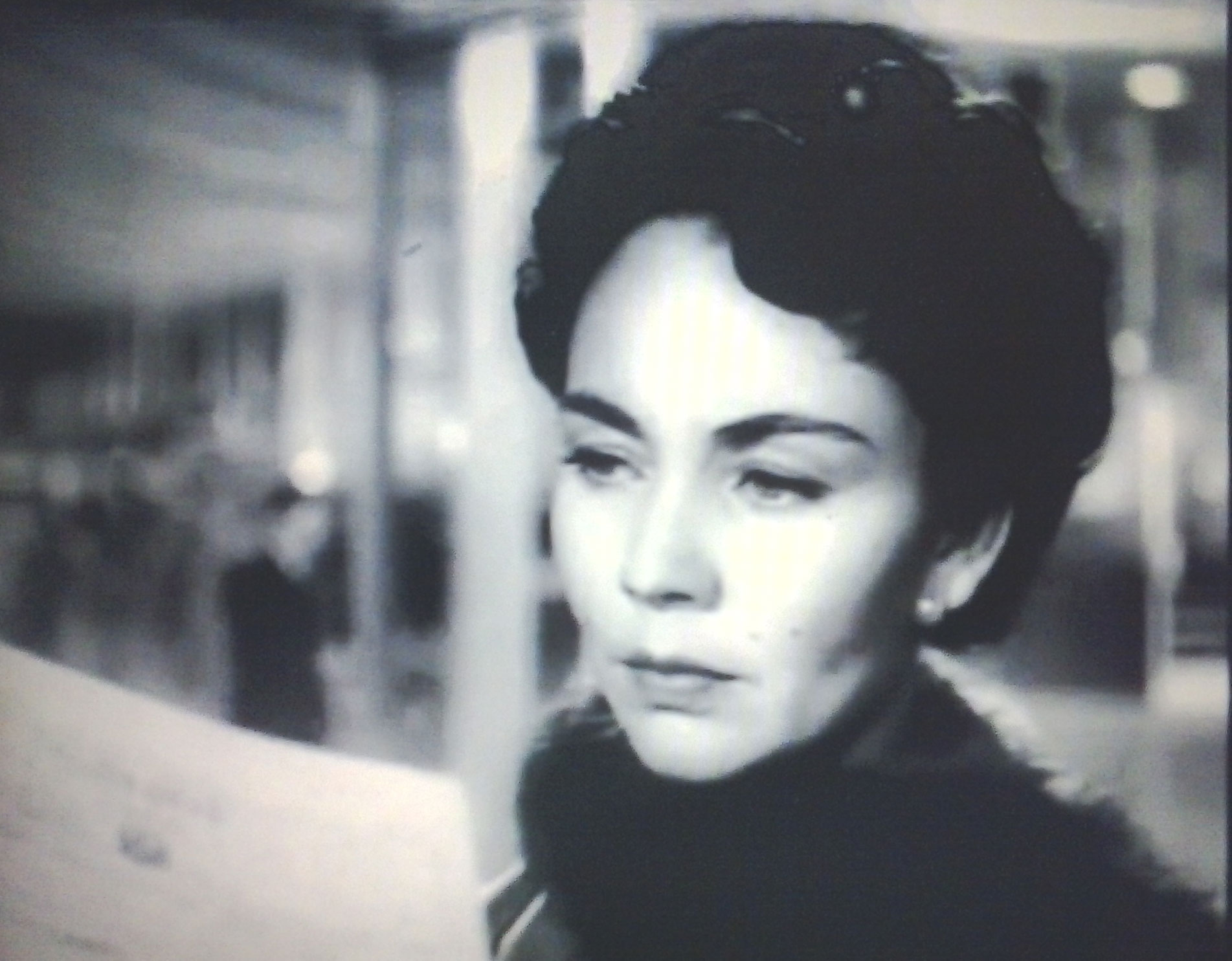
Jennifer Jones a Roma Terminiben

A sorompók lezárulnakkal De Sica művészete, s vele a neorealizmus a csúcsra ért. Az irányzat ettől kezdve mindinkább időszerűtlenné vált, melyet a legjelentősebb rendezők meghaladni próbáltak, főleg a lélekábrázolás irányában, mások inkább felhígítani akartak (az ún. „rózsaszínű neorealizmus”). A neorealizmus korszerűtlenné válásában a társadalmi fejlődés játszotta a legfontosabb szerepet, hiszen az az óriási nyomor és nincstelenség, amely a neorealista filmek fő témáját jelentette, az '50-es években már igencsak eltűnőben volt. De Sica és Zavattini is érezték a változtatás szükségességét, ám még nem találták meg új hangjukat. Újabb filmjük, a Roma Termini (1953) amerikai pénzből készült, két hollywoodi sztár, Jennifer Jones és Montgomery Clift főszereplésével. A francia új hullámot (lásd Agnès Varda Cléo 5-től 7-ig című 1962-es filmjét) jócskán megelőzve De Sica alkotása azzal okozott meglepetést, hogy a vetítési idő és a film cselekményének ideje megegyezett. A történet lényegében egy Róma főpályaudvarán játszódó melodráma, háttérben apró életképekkel a helyszín mindennapjairól. A kritikusok szóvá tették, hogy talán Truman Capote forgatókönyvírói közbeavatkozása miatt a cselekményből kimaradtak az eredeti, Zavattini-féle elképzelések, melyek a főszereplő szerelmesek története mögé valós társadalmi problémákat rajzoltak volna. Véleményük szerint a Roma Termini tulajdonképpen üzlet és művészet konfrontációja, s innentől kezdve a De Sica-alkotásokat lényegében aszerint ítélték meg, hogy bennük a művész melyik oldalnak tett nagyobb engedményeket.
A Nápoly aranya (1954) De Sica szándéka szerint ízig-vérig neorealista alkotás lett volna, egy város portréja. Elképzelését azonban nem sikerült maradéktalanul megvalósítania, mert a két producer, Carlo Ponti és Dino De Laurentiis közbeavatkoztak, s megváltoztatták a filmet alkotó epizódok sorrendjét, illetve volt olyan történet, amit ki is hagytak. Nem mellékesen a film két főszerepét a producerek feleségei, Sophia Loren és Silvana Mangano játszották, egyformán ragyogó alakítást nyújtva. Partnereik: Totò, Eduardo De Filippo, Paolo Stoppa és maga De Sica. A tető (1956) című munkájával Vittorio újabb kísérletet tett arra, hogy visszatérjen a neorealista törekvésekhez. A fiatal pár története, akik egyetlen éjszaka alatt eszkábálnak maguknak valami kalyibát, mert a törvény szerint az ilyen épületeket nem lehet lebontani, az '50-es évek közepén mind témájában, mind kifejezőeszközeiben túlhaladottnak tűnt.
Miközben De Sica rendezői pályájára az '50-es években inkább az útkeresés volt a jellemző, színészként egyértelmű sikereket aratott. Főleg a Kenyér, szerelem… című sorozat filmjeiben játszott szerepe, az örökké szerelmes őrmester nyerte meg a közönség tetszését. A négyrészes széria sikerében persze oroszlánrésze volt partnernőinek is: az első két filmben Gina Lollobrigida, a harmadikban Sophia Loren, a negyedikben Carmen Sevilla nyújtottak kitűnő alakítást. Alessandro Blasetti Régi idők (1952) című filmje De Sica számára ugyancsak komikusi képességei megcsillogtatására nyújtott lehetőséget, míg Max Ophüls Madame de… (1953) című rendezésében drámai feladatot kapott. Színészi pályájának egyik csúcsa kétségtelenül Roberto Rossellini Rovere tábornok (1959) című alkotásának főszerepe volt, egy hőssé váló szélhámos figurája. Vittorio alakításának értékét főleg a természetesség, a külsődleges megoldásoktól mentes, hiteles jellemábrázolás jelenti, amellyel sikerrel kerüli el, hogy a drámai pillanatokban játéka patetikussá váljon.

#### Művészet és üzlet kettőssége

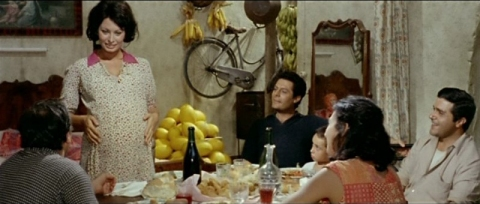
Tegnap, ma, holnap

Noha De Sica és Zavattini munkakapcsolata nem szakadt meg végérvényesen – éveken át kissé rosszindulatú spekulációk tárgyát képezte, hogy közös filmjeiknek pontosan ki is az igazi alkotója –, együttműködésük az életmű hátralévő részében már nem eredményezett igazi remekműveket, inkább csak tisztességgel, nagy szakmai tudással elkészített mozidarabokat. Közülük talán a legjelentősebb Alberto Moravia regényének megrázó erejű feldolgozása, az Egy asszony meg a lánya (1960), Sophia Loren felejthetetlen alakításával. Az olasz filmművészet egyik nagy felfedezésének számító Loren játszotta a korszak legjelentősebb De Sica-filmjeinek női főszerepét. A Jean-Paul Sartre színdarabjából adaptált Altona foglyai (1962) tulajdonképpen tematikai folytatása kettőjük előző, világhírű filmjének, a második világháború hatását immár a béke első éveiben vizsgálva. A Tegnap, ma, holnap (1963) arra adott lehetőséget, hogy Loren három különböző nőtípus szellemes portréját rajzolja meg kedvenc partnere, Marcello Mastroianni oldalán. A három történetből kettő Eduardo De Filippo írásai nyomán készült, akárcsak a De Sica–Loren–Mastroianni-trió következő közös filmje, a Házasság olasz módra (1964). Az idejétmúlt olasz erkölcsöket kifigurázó komédia könnyűvérű hősnője számos furfang árán végül eléri, hogy szeretőből végre igazi feleség lehessen. A három kitűnő művész utolsó közös munkája a Napraforgó (1970) című olasz–szovjet koprodukcióban készült dráma volt, melyben a hűséges asszonyt alakító Loren a II. világháborúban eltűnt kedvesét kutatva elutazik a Szovjetunióba, s a férfit egy orosz asszony (Ljudmila Mihajlovna Szaveljeva) férjeként látja viszont.
Az Egy új világ (1966) aktuális problémákra (fogamzásgátlás, abortusz, fiatalok lázadása szüleik értékrendje ellen) hívta fel a figyelmet, ám ezeket a témákat a különféle filmes új hullámok alkotói frissebben, merészebben, hatásosabban dolgozták fel. A nő hétszer (1967) sem igazán lett több, mint parádés szereplehetőség Shirley MacLaine számára. A filmlexikonok szerint az abszolút mélypontot a Szeretők (1968) című melodráma jelenti, amely ma már leginkább arról nevezetes, hogy a két főszereplő, Marcello Mastroianni és az amerikai Faye Dunaway privát életben lezajlott forró, ám rövid románcának nyitánya volt.

#### Kései fellángolások

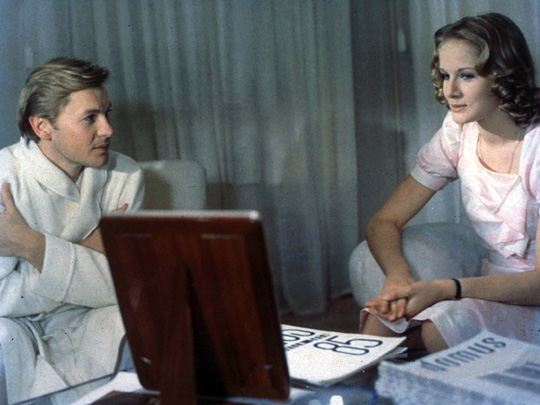
Finzi-Continiék kertje

A mester utolsó filmjei ugyan nem érték el neorealista remekművei színvonalát, ám művészi megoldásaik miatt kiemelkednek az üzleti céllal született rendezései közül. Az Oscar-díjjal jutalmazott Finzi-Continiék kertje (1970) Giorgio Bassani regénye nyomán két zsidó család tragédiáját mutatja be, háttérben a '40-es évek fasiszta Olaszországának aprólékos rajzával. A zenét De Sica egyik fia, Manuel komponálta. Az Egy rövid vakáció (1973) egy egyszerű asszony története, aki nehéz élete legboldogabb időszakát szanatóriumi kezelése idején éli át. 1973-ban Vittorio De Sicán tüdőműtétet hajtottak végre, s már betegen látott hozzá Luigi Pirandello egyik műve, Az utazás (1974) megfilmesítéséhez. A főszerepet Sophia Loren mellett Richard Burton játszotta. A melankolikus történetben nem nehéz felfedezni az önéletrajzi elemeket: egy titkolt vonzalom és az elmúlás érzése. Nem sokkal a film befejezése után, egy műtétet követően, Vittorio De Sica Párizsban elhunyt. Halálát tüdőrák okozta. A legnagyobb művészeknek kijáró külsőségek mellett, Rómában temették el. Sophia Loren visszaemlékezései szerint a gyászolók tapssal köszöntötték a koporsót – ami az olaszoknál a nagyrabecsülés, és nem a tiszteletlenség megnyilvánulása –, ugyanakkor a sajtó tolakodó módon igyekezett megörökíteni az eseményt, a gyászukba temetkező hírességek fájdalmát.

## Magánélete
Vittorio De Sica első felesége Giuditta Rissone volt, akit 1937-ben vett feleségül, ám kapcsolatuk nem volt harmonikus. Maga a művész sem tagadta, hogy Giuditta iránti érzelmeiben az önző érdek is szerepet játszott. 1942-től Vittorio nagy szerelmével, Maria Mercader színésznővel, Ramón Mercader féltestvérével élt együtt, aki két fiút szült neki: Manuel zeneszerző lett, Christian – apja nyomdokait követve – színész. Az olasz törvények miatt azonban De Sica csak 1968-ban tudott elválni Giudittától, méghozzá úgy, hogy felvette a francia állampolgárságot. (Érdekes egybeesés, hogy pártfogoltja, Sophia Loren ugyanezzel a módszerrel tudta törvényesíteni kapcsolatát Carlo Pontival, aki viszonyuk kezdetekor szintén nős volt.)

## Rendezései
- 1940 Skarlátszínű rózsák (Rose scarlatte) (Társrendező: Giuseppe Amato)
- 1940 Magdát kicsapják / Maddalena, magatartásból elégtelen (Maddalena, zero in condotta)
- 1941 Péntek Rézi (Teresa Venerdì)
- 1942 Egy garibaldista a kolostorban / Garibaldi katonája a kolostorban (Un Garibaldino al convento)
- 1944 A gyermekek figyelnek bennünket (I bambini ci guardano)
- 1945 Az ég kapuja (La porta del cielo)
- 1946 Fiúk a rács mögött (Sciuscià)
- 1948 A szív (Cuore) (a gyerekszereplős jelenetek)
- 1948 Biciklitolvajok (Ladri di biciclette)
- 1951 Csoda Milánóban (Miracolo a Milano)
- 1952 A sorompók lezárulnak (Umberto D.)
- 1953 Roma Termini (Stazione Termini)
- 1953 Egy nap a parkban (Villa Borghese)
- 1954 Nápoly aranya (L’oro di Napoli)
- 1956 A tető (Il tetto)
- 1958 Anna di Brooklyn
- 1960 Egy asszony meg a lánya (La Ciociara)
- 1961 Az utolsó ítélet (Il Giudizio universale)
- 1962 Altona foglyai (I Sequestrati di Altona)
- 1962 Boccaccio '70 (a A főnyeremény című epizód)
- 1963 Tegnap, ma, holnap (Ieri, oggi, domani)
- 1963 Szemet szemért (Il Boom)
- 1964 Házasság olasz módra (Matrimonio all'italiana)
- 1966 Egy új világ (Un monde nouveau)
- 1966 Egymillió karátos ötlet / Rókavadászat (Caccia alla volpe)
- 1967 A boszorkányok (Le Streghe, az Una sera come le altre című epizód)
- 1967 A nő hétszer (Woman Times Seven)
- 1968 Szeretők / Szerelmesek (Amanti)
- 1970 Napraforgó (I girasoli)
- 1970 Finzi-Continiék kertje (Il Giardino dei Finzi-Contini)
- 1970 Párok (Le Coppie, az Il Leone című epizód)
- 1971 I Cavalieri di Malta (tévéfilm)
- 1971 Dal referendum alla costituzione: Il 2 giugno (tévéfilm)
- 1972 Lo chiameremo Andrea
- 1973 Egy rövid vakáció (Una breve vacanza)
- 1974 Az utazás (Il viaggio)

## Fontosabb díjak és jelölések

### Oscar-díj
- 1958 jelölés Búcsú a fegyverektől (legjobb férfi mellékszereplő)

### David di Donatello-díj
- 1955 díj Kenyér, szerelem, és… (legjobb színész)
- 1973 díj Egy rövid vakáció (European David)

### Ezüst Szalag díj
- 1946 díj Fiúk a rács mögött (legjobb rendező) (megosztva Alessandro Blasettivel)
- 1948 díj Szív (legjobb férfi színész)
- 1949 díj Biciklitolvajok (legjobb rendező)
- 1949 díj Biciklitolvajok (legjobb forgatókönyvíró) (megkapta még: Cesare Zavattini, Suso Cecchi D’Amico, Oreste Biancoli, Adolfo Franci, Gerardo Guerrieri)

### Kék Szalag díj
- 1962 díj Egy asszony meg a lánya (legjobb külföldi film)

### Berlini filmfesztivál
- 1958 jelölés Anna di Brooklyn (megosztva Carlo Lastricatival)
- 1971 díj Finzi-Continiék kertje (Arany Medve díj, Otto Dibelius-filmdíj, Interfilm Grand Prix)

### Cannes-i filmfesztivál
- 1951 díj Csoda Milánóban (nagydíj, megosztva a Júlia kisasszony című filmmel)
- 1952 jelölés A sorompók lezárulnak (nagydíj)
- 1953 jelölés Roma Termini (nagydíj)
- 1955 jelölés Nápoly aranya (Arany Pálma)
- 1956 jelölés A tető (Arany Pálma)
- 1956 díj A tető (OCIC-díj)
- 1961 jelölés Egy asszony meg a lánya (Arany Pálma)

### Locarnói filmfesztivál
- 1949 díj Biciklitolvajok (a zsűri különdíja)

### Moszkvai filmfesztivál
- 1965 jelölés Házasság olasz módra (nagydíj)